# 雛鍔
雛鍔（ひなつば）は古典落語の演目の一つ。原話は、享保18年(1733年)に出版された笑話本「軽口独機嫌」の一遍である「全盛の太夫さま」。
後に上方落語にも導入され、「お太刀の鍔」という演目で演じられるようになった。

## 主な演者

### 物故者
- 三代目三遊亭金馬
- 二代目桂小南

### 現役
- 八代目橘家圓太郎
- 三遊亭遊之介
- 春風亭一之輔

## あらすじ
なぜか物凄い顔で帰ってきた植木屋の棟梁・熊さん。おかみさんが訳を聞いてみると、さっきまで仕事をしていたお屋敷で信じられない光景を見たというのだ。
「植木の枝を下ろしているとな、そこにお屋敷の若様が通りかかったんだよ」
若様がトコトコ歩くたびに、その後ろをお供の侍かぞろぞろ付いてゆく。大変そうだと思って見ていると、泉水のほとりで若様が何か拾った。
「天保銭、御あしを拾ったんだ。ニッコリと笑ったんで、『若様と言ってもやはり子供。銭を拾って嬉しいのか』と思ったんだが、違うんだよ」
お付きの三太夫に御あしを見せ、真顔で「これは何か」と、尋ねたのだ。
「いっこうに存じません。若様は、これは何とお思いですか？」

「ウム。丸くって、四角な穴が空いていて、文字が書いてあるな。おそらく、これはお雛さまの刀の鍔(つば)ではないか？」

「左様でございますか。若、それは不浄の物にございます。お取り捨て遊ばしますよう」

「さようか」
若さま、銭をポーンと投げ出して行ってしまった。
「後で三太夫さんに訊いてみたらな、『若さまは今年お八歳になられるが、高貴なお方には汚らわしい銭のことは教えない』って言うんだよ」
うちのバカ餓鬼も同じく「お八歳」だが、始終「銭をくれ」「おアシをくれ」とまとわりついて熊さんを閉口させている。
「今度から、考えなくちゃいけねぇな…。そういえば、あの馬鹿はどこだ？」

「『馬鹿』ね。あんたの後ろに居て、話を聞いてニタニタしてるよ」

「ナヌ!?」
ちゃっかり後ろで聞いていた悪餓鬼。待ってましたとばかりに前へまわり、「遊びに行くから銭おくれよ」と両手を突き出した。
「お屋敷の若様とお前とじゃえらい違いだよ。お前になんか、若様の真似は出来ねぇよな」

「出来るよ」

「じゃあやってみろ」

「やってみるから、そこに御あしを落として」

「この野郎！！」
見かねたお袋から銭をもらい、金坊は表に駆け出していった。
「氏より育ちと人は言うが、てめえの育て方が悪いから餓鬼はだんだん悪くなるんだ」
熊さんがおかみさんに説教してると、そこへお店のご隠居さんがやってきた。

お店とは些細な事で喧嘩し、それ以来『敷居が鴨居』で謝りにいけずに一週間。

「如何しようかと悩んでいたのですが」…と熊さんが感動していると、外へ逃げていった『バカ餓鬼』がいつの間にか戻ってきて、
「こんなもーのひーろった、こんなもーのひーろった♪」
穴空き銭を振りかざして、「何だろうな、これ。真ん中に四角い穴が空いていて、字が書いてある。あたい、お雛さまの刀の鍔だと思うけど」。
さっきの騒動を知らないご隠居は、金坊の言葉に大感動。
「あたしにも同じぐらいの孫が居るが、のべつに銭をくれって煩いんだ。それなのに、この子は…この子は、銭をしらないのかい？」

「女房は元屋敷の女中だし、あっしも屋敷に出入りしています。その見よう見まねで…」
熊さんがシドロモドロの言い訳をすると、ますます感心したご隠居が歳を訊いてくる。
「へえ、本年お八歳に相なります」

「お八歳はよかった。坊や、おじさんが銭…といっても知らないか。おじさんが好きなものを買ってあげよう。何がいい？」

「どうもありがとう存じます。やい、喜べ金坊。ん？　その銭は不浄物だから、威勢よく捨てちまえ」

「やだい。これで焼き芋を買って食べるんだ」

## 上方での演出
上方版「雛鍔」である『お太刀の鍔』は、金を知らない子供が、大富豪・鴻池の「ぼんち」という設定になっている。
内容そのものは東京の演出と大差ないのだが、そこに含まれるニュアンスは『金銭万能思想への一種の自虐』とかなり違ってきている。
これと似たような経緯をたどった話に、原話となった上方落語から逆の内容に化けた「強情灸」などがある。